# Confiscatie
Confiscatie is een algemene term voor een gerechtelijke inbeslagneming. In het Nederlandse en Belgische strafrecht kunnen hier verschillende rechtsfiguren mee worden aangeduid, bijvoorbeeld de 'verbeurdverklaring',  'onttrekking aan het verkeer' en 'ontneming van het wederrechtelijk verkregen voordeel'. De gemene deler van deze rechtsfiguren is dat de benadeelde als gevolg van een rechterlijke beslissing de eigendom over bepaalde goederen of delen daarvan verliest aan de staat. Onteigening wordt doorgaans niet als confiscatie gezien. Een op de confiscatie gelijkende figuur is de inbeslagname. Zij verschilt echter van confiscatie doordat de bevoegdheid niet (uitsluitend) aan de gerechtelijke autoriteiten toekomt en doordat de eigendom niet noodzakelijk overgaat op de staat.

## België
In het Belgisch strafrecht kent men de figuur van de bijzondere verbeurdverklaring (Frans: la confiscation spéciale). Er wordt hierbij onderscheid gemaakt tussen de 'gewone verbeurdverklaring', '(verruimde) verbeurdverklaring van vermogensvoordelen', 'verbeurdverklaring als beveiligingsmaatregel' en 'verbeurdverklaring in het buitenland'. De handeling zelf wordt in België aangeduid als confisqueren.

## Nederland
In het Nederlandse strafrecht kent men drie op confiscatie gelijkende rechtsfiguren, namelijk: de 'verbeurdverklaring', de 'onttrekking aan het verkeer' en de 'ontneming van wederrechtelijk verkregen voordeel'. Verbeurdverklaring en onttrekking aan het verkeer is alleen mogelijk bij goederen die in relatie met het door de veroordeelde gepleegde strafbare feit staan. Bij de onttrekking aan het verkeer dienen de goederen bovendien van zodanige aard zijn, dat het ongecontroleerde bezit daarvan in strijd is met de wet of met het algemeen belang. De ontnemingsmaatregel kan alleen worden uitgesproken over goederen waaromtrent voldoende aanwijzingen bestaan dat zij door middel van of uit de baten van het door de veroordeelde gepleegde strafbare feit verkregen zijn. De verbeurdverklaring en ontnemingsmaatregel kunnen alleen bij een veroordeling worden uitgesproken; de onttrekking aan het verkeer ook bij ontslag van alle rechtsvervolging en in sommige gevallen bij vrijspraak.
Een specifiek gebruik van de term confiscatie is te vinden in de Wet wederzijdse erkenning en tenuitvoerlegging geldelijke sancties en beslissingen tot confiscatie, die onder de vigeur van Europese regelgeving tot stand is gekomen. Deze regelgeving tracht de uitvoering van confiscatiebeslissingen in andere lidstaten van de Europese Unie te vergemakkelijken door gezamenlijke regelgeving. Het begrip confiscatie wordt in deze wet overeenkomstig Kaderbesluit 2005/212/JBZ uitgelegd als 'een straf of maatregel opgelegd door een rechter na een procedure in verband met één of meer strafbare feiten, welke straf of maatregel leidt tot het blijvend ontnemen van de beschikkingsbevoegdheid over voorwerpen'.